# Acacio di Melitene
Acacio di Melitene (... – 438 circa) è stato arcivescovo di Melitene nella prima metà del V secolo.

## Agiografia
Nelle controversie cristologiche combatté Diodoro di Tarso e Teodoro di Mopsuestia e, nel concilio di Efeso del 431, Nestorio, inclinando forse al monofisismo.

## Culto
Il Martirologio Romano ne parla in questi termini: «A Melitene nell'antica Armenia, sant'Acacio, vescovo, che, per aver difeso la retta fede nel Concilio di Efeso contro Nestorio, fu ingiustamente deposto dalla sua sede».
La sua memoria ricorre il 17 aprile.